# Schlacht bei Idstedt
Die Schlacht bei Idstedt (dänisch: Slaget på Isted Hede) war eine Schlacht während der Schleswig-Holsteinischen Erhebung und fand vom 24. bis zum 25. Juli 1850 bei Idstedt in der Nähe von Schleswig im Herzogtum Schleswig statt. Es war lange Zeit die größte und verlustreichste Feldschlacht Nordeuropas.
Die Hauptkämpfe begannen am 24. Juli frühmorgens gegen 2:00 Uhr und dauerten bis zum 25. Juli 19:00 Uhr. Die Dänen machten 1.072 unverwundete und 411 verwundete Gefangene. Der dänische Sieg konnte die schleswig-holsteinische Armee allerdings nicht entscheidend schlagen und der Krieg dauerte bis 1851 an.

## Hintergrund
Aufgrund des Drucks der europäischen Großmächte und dem daraus resultierenden Friedensschluss von Berlin stand Schleswig-Holstein im Sommer 1850 allein. Das dänische Oberkommando hatte trotzdem keinen Gesamtplan für den bevorstehenden Feldzug im Jahr 1850. Im Juli gingen jedoch mehrere Berichte ein, dass die schleswig-holsteinische Armee nördlich der Stadt Schleswig Stellung bezogen hatte. Das dänische Oberkommando sah nun eine Chance, die Rebellen in einer entscheidenden Schlacht zu besiegen und den Krieg damit zu beenden. Genau wie die Dänen hoffte das schleswig-holsteinische Oberkommando, die dänische Armee dazu zu verleiten, bei Idsted zu kämpfen und diese entscheidend zu besiegen. Die beiden Armeen waren in einigen Hinsichten gleich stark. Obwohl die dänische Armee zahlenmäßig überlegen war, hielt die schleswig-holsteinische Armee eine starke Verteidigungsposition.
Der ehemals preußische, nun in Schleswig-Holsteinischen Diensten stehende und zum Generalleutnant beförderte Willisen hatte dazu seine Truppen seit Mitte Juli in Gewaltmärschen von Kiel aus in den Raum Schleswig-Idstedt vorrücken lassen. Die Truppen erreichten die Linie Idstedt-Wellspang mit Abteilungen westlich an der Treene am 14. Juli. Sein Plan sah vor, zunächst einen erwarteten dänischen Vorstoß abzuwehren, um dann anzugreifen und der dänischen Armee den Rückzug auf Flensburg abzuschneiden.
Die dänische Armee hatte am 18. Juli Flensburg erreicht und trat am 20. Juli den Marsch über Oeversee an. Der dänische Plan sah vor, in drei Angriffskolonnen westlich, mittig und östlich auf den Gegner vorzugehen, wobei die Hauptkräfte in der Mitte konzentriert sein sollten, wo auch die Kavallerie als Reserve gehalten wurde. Der dänische Befehlshaber Krogh hoffte, durch den massierten Angriff die Armee des Gegners zurückwerfen und diese dann beim Übergang über die Schlei vernichten zu können.

## Die Schlacht

### Frühe Phase
Die Schlacht begann am frühen Morgen des 24. Juli, als die dänische Vorhut mit den schleswig-holsteinischen Vorposten und Wachposten an der 20 Kilometer umfassenden Linie von Sollbrück und Bollingstedt im Westen bis nach Böklund und Wellspang im Osten zusammenstieß. Im Laufe des Tages wurden die schleswig-holsteinischen Truppen entlang der gesamten Linie zurückgedrängt. Die Kämpfe des Tages erreichten ihren Höhepunkt in einem größeren Gefecht in Helligbek (einem kleinen Dorf mit gleichnamigem Bachlauf), an dem erhebliche Kräfte auf beiden Seiten beteiligt waren. Die dort eingesetzte vorgeschobene Jägerkompanie der Schleswig-Holsteiner musste sich schließlich zurückziehen.
Die Hauptkräfte der Schleswig Holsteiner lagen zwischen dem Idstedter See und Arenholz (4. Brigade) bzw. südlich des Langsees (3. Brigade). Den linken Flügel bildete die 1. Brigade nördlich von Schuby, während die 2. Brigade  östlich des Langsees bei Wellspang den rechten Flügel bildete. Über den von dichten Gehölzen umgebenen Langsee war eine Laufbrücke errichtet worden.
Nach diesen ersten Gefechten plante Krogh den Hauptangriff auf die schleswig-holsteinischen Stellungen für die Morgenstunden des 25. Juli. Zugleich sollte die rechts eingesetzte dänische 3. Brigade einen westlichen Flankenangriff in den Rücken des Gegners führen und so zusätzlich für Verwirrung sorgen.

### Hauptkämpfe am 25. Juli
Folgerichtig begannen die Kämpfe in der Nacht vom 24. auf den 25. Juli mit dem Angriff der dänischen Hauptmacht. Am 25. Juli hatte sich das Wetter allerdings erheblich geändert. Das warme Wetter der vorangegangenen Tage wurde plötzlich durch dichten Nebel und Regen abgelöst, was es den Offizieren auf beiden Seiten fast unmöglich machte, den Überblick über das Schlachtfeld und ihre Truppen zu behalten. Befehlsübermittlung mittels Fanal war aufgrund der schlechten Sicht unmöglich und so mussten die Befehle von Ordonnanzen überbracht werden, sodass die Operationen nicht planvoll abliefen, sondern die Einheiten in der Folge vorrückten in der die Befehle sie erreichten.
Trotzdem verlief das Kampfgeschehen aus Sicht der Schleswig-Holsteiner zunächst plangemäß. Die Vorhut wich zurück und um 5 Uhr morgens ergriff die schleswig-holsteinische Armee die Initiative. Die 3. und 4. Brigade führten aus ihrer Mittelstellung einen Gegenangriff auf die dänischen Truppen durch. Die 3. Brigade hatte dazu die Laufbrücke über den Langsee genutzt, um unbemerkt – allerdings ohne ihre Artillerie – nach Oberstolk zu gelangen, wo ein dänisches Bataillon der 2. Brigade sowie eine dänische Batterie angegriffen wurden. Bei diesem Angriff fiel der dänische General F. A. Schleppegrell. Krogh befahl daraufhin General Christian Julius de Meza, der zu seinem Stab gehörte, mit drei Bataillonen der 2. Division nach Oberstolk, um die Situation dort zu klären.
Idstedt war zwar gegen 7:00 von den Dänen besetzt und in Brand gesetzt worden, jedoch hielt die Schleswig-Holsteinische Armee die Linie Idstedter Krug – Idstedter Holz – Katharinenholz – Langsee und machte damit, gerade auch mit ihrer Artillerie, die am Idstedter Krug konzentriert lag, den weiteren dänischen Vorstoß unmöglich.
In dieser für die dänischen Truppen kritischen Situation hätte Krogh die Schlacht beinahe abgebrochen, zumal er durch den dänischen Oberst Baggesen eine Reihe alarmierender Nachrichten erhielt.
In der Zwischenzeit war es allerdings der dänischen 3. Brigade gelungen, im Westen die Treeneübergänge bei Hanning, Sollbrück und Treia zu besetzen und weiter nach Süden und damit in den Rücken der Schleswig-Holsteiner vorzustoßen. General Willisen erhielt hiervon zunächst keinerlei Meldung. Weiterhin war die rechts eingesetzte 2. Brigade der Schleswig-Holsteiner durch eine Fehleinschätzung des Major Wyneken nicht am Angriff beteiligt, wodurch die noch in Oberstolk kämpfende 3. Brigade weder Verstärkung noch Flankenschutz erhielt und schließlich zurückging. Als Krogh von diesen Entwicklungen Meldung erhielt, befahl er für 11 Uhr einen weiteren Angriff auf das Zentrum der Schleswig-Holsteiner, diesmal auch mit erheblicher Artillerieunterstützung aus 60 Geschützen.

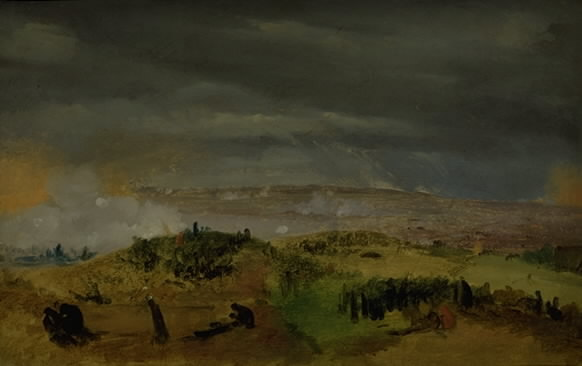
Schlacht bei Isted, Gemälde des dänischen Malers Jørgen Sonne

Die erbitterten Kämpfe wurden von William Howard Russel, Korrespondent der The Times, wie folgt beschrieben:

“To the extreme left, also, the Danes were repulsed and driven to a considerable distance northward, and as the Holstein tirailleurs were evidently advancing, while the fire from the Danish center had abated, sanguine hopes were entertained of the result. But they were premature. The Danes advanced again, and the battle raged with more fury than ever, the artillery in the plain on all points firing incessantly. The roar of the heavier cannon, and the rush and hiss of the balls through the air, were the only sounds that fell on the ear; the irregular firing of the Riflemen and infantry was like the rattle of a toy compared to the clash of an enormous steam engine.”

„Auch ganz links wurden die Dänen zurückgeschlagen und ein gutes Stück nach Norden getrieben. Da die holsteinischen Tirailleure offensichtlich vorrückten, während das Feuer aus der dänischen Mitte nachgelassen hatte, hegte man optimistische Hoffnungen hinsichtlich des Ergebnisses. Aber sie waren verfrüht. Die Dänen rückten erneut vor, und die Schlacht tobte heftiger denn je. Die Artillerie in der Ebene feuerte unaufhörlich. Das Dröhnen der schwereren Kanonen und das Rauschen und Zischen der Kugeln durch die Luft waren die einzigen Geräusche, die man vernahm. Das unregelmäßige Feuer der Schützen und der Infanterie klang wie das Klappern eines Spielzeugs im Vergleich zum Krachen einer riesigen Dampfmaschine.“

### Rückzug
Willisen wurde von dem Angriff anscheinend überrascht und erfuhr zeitgleich durch Geschützfeuer bei Schuby von dem Umgehungsversuch seiner Truppen durch die dänische 3. Brigade. Da er über keinerlei Reserve mehr verfügte, blieb ihm nur der Rückzugsbefehl, zumal General Krogh gegen 14:15 Uhr seiner in Reserve gehaltenen Kavalleriebrigade ebenfalls den Angriffsbefehl auf das Zentrum der feindlichen Linie erteilte und den Druck auf die schleswig-holsteinische Linie so weiter erhöhte.
Schließlich gab die schleswig-holsteinische Mitte nach und zog sich in Richtung Schleswig zurück. Der rechte Flügel bog zurück und durchquerte die Stadt, während der linke durch das offene Gelände nach Westen zurückfiel. Die Armee wurde jedoch während ihres Rückzugs nicht weiter bedrängt, da die dänische Kavallerie nach nur einem kleinen Gefecht unerklärlicherweise und plötzlich zurückblieb. Der dänische Vormarsch setzte sich so nur langsam fort und am späten Nachmittag erreichten die Dänen Schuby und die Stadt Schleswig, die besetzt wurde. Die schleswig-holsteinische Armee zog sich über Schleswig bzw. über Neuberend und Schaalby nach Missunde zurück, womit die Schlacht endete. Am 26. Juli hatte das Gros der Truppen die Festung Rendsburg erreicht.

## Nachwirkungen

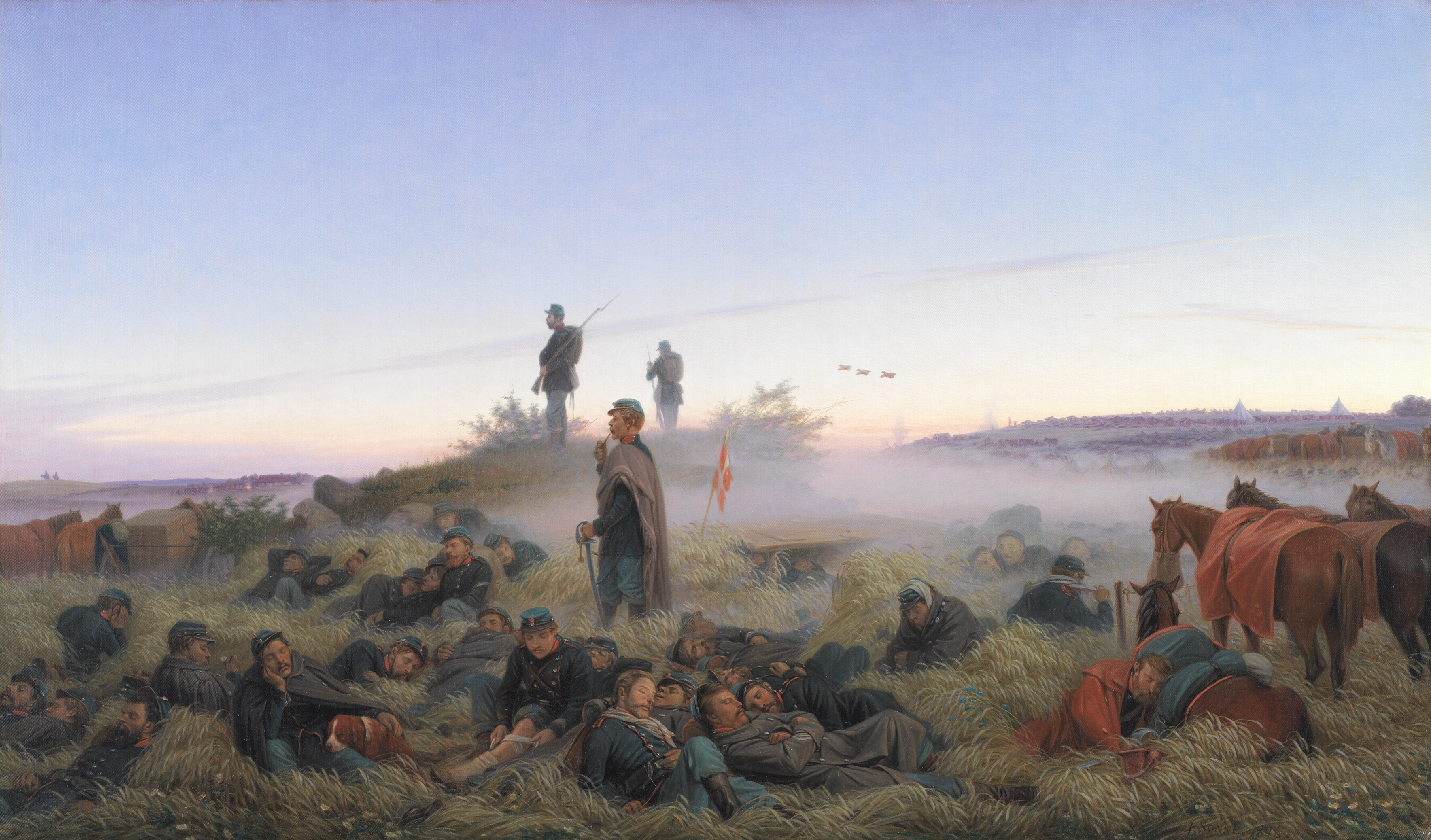
Der Morgen nach der Schlacht bei Isted, Gemälde von Jørgen Sonne

Der dänische Sieg bei Isted war nicht der entscheidende Sieg, den sich das dänische Oberkommando erhofft hatte, und die dänischen Verluste übertrafen die der Schleswig-Holsteiner. Obwohl besiegt, konnte die schleswig-holsteinische Armee entkommen.
Trotzdem endeten mit dieser Niederlage die Offensivambitionen von General Willisen, dem Führungsschwäche aufgrund von nicht erhaltenen oder falsch interpretierten Meldungen und damit die Schuld für die Niederlage angelastet wurde. In der Folge beschränkte er sich, bis auf ein kleineres Gefecht bei Missunde im September, auf das Halten der Eiderlinie. Die Dänen ihrerseits besetzten das Herzogtum Schleswig, setzen die Offensive aber nicht darüber hinaus fort. Im Oktober konnten die Dänen die Belagerung von Friedrichstadt auflösen, aber es gelang ihnen erneut nicht, die Schleswig-Holsteiner entscheidend zu besiegen. Der Krieg ging dann in eine ruhigere Phase über, bis die Großmächte im Januar 1851 schließlich Druck auf beide Seiten ausübten, den Krieg zu beenden, und die schleswig-holsteinische Armee aufgelöst wurde.
Der Verlauf der Schlacht wurde weitgehend von den schwierigen Wetterbedingungen beeinflusst. Weiterhin wurden auch hochrangige Offiziere auf beiden Seiten für ihr Verhalten während der Schlacht kritisiert. Auf dänischer Seite waren dies Oberst Baggesen und der General Flindt. Baggesen wurde für seine panischen Nachrichten an den Armeekommandanten nach dem Tod von General Schleppegrell kritisiert, wodurch Krogh zeitweise zögerlich reagierte. Flindt, der Kommandeur der Kavalleriebrigade, wurde für seine halbherzige Verfolgung der schleswig-holsteinischen Armee nach dem Mittagsangriff kritisiert. Beide Vorkommnisse hatten einen entscheidenderen Sieg vermutlich verhindert. Der deutsche Historiker Tammo Luther kritisiert den Schleswig-Holsteinischen Oberbefehlshaber Willisen für dessen Rückzugsbefehl, der nach seiner Darstellung verfrüht war und auf Falschinformationen beruhte.
Diese Kritikpunkte basieren jedoch zumindest zum Teil auf Rückschaufehlern. Insgesamt war der entscheidende Faktor für den dänischen Sieg die Überlegenheit der dänischen Infanterie in Bezug auf Anzahl, Führung, Moral und Ausbildung.
Die Schlacht bei Idsted war, gemessen an der eingesetzten Truppen und der Opferzahlen, bis zum Winterkrieg 1939–1940 die größte in der Geschichte der nordischen Länder und der letzte dänische Sieg in einer offenen Feldschlacht. In den Jahren nach dem Krieg wurde die Schlacht bei Idsted für beide Seiten zu einem symbolträchtigen Mythos.

## Gedenken
Zur Erinnerung an die Schlacht wurde auf dem Friedhof von Flensburg, wo viele der gefallenen Soldaten begraben wurden, der Idsteder Löwe errichtet. Der Jahrestag der Schlacht, der 25. Juli, ist in Dänemark ein militärischer „Flaggentag“.
N. F. S. Grundtvigs Lied „Det var en sommermorgen“ („Es war ein Sommermorgen“) erwähnt die Schlacht von Isted.
Auf deutscher Seite existiert in der Gemeinde Idstedt das Idstedt Museum mit dem 1869 errichteten Denkmal und der 1930 eingeweihten Idstedt-Gedächtnishalle an die Schlacht. In der Gemeinde existiert zudem ein Wanderpfad, der mittels Wegmarken, Gedenksteinen, Grabanlagen und Informationstafeln das Schlachtgeschehen beschreibt.

## Galerie

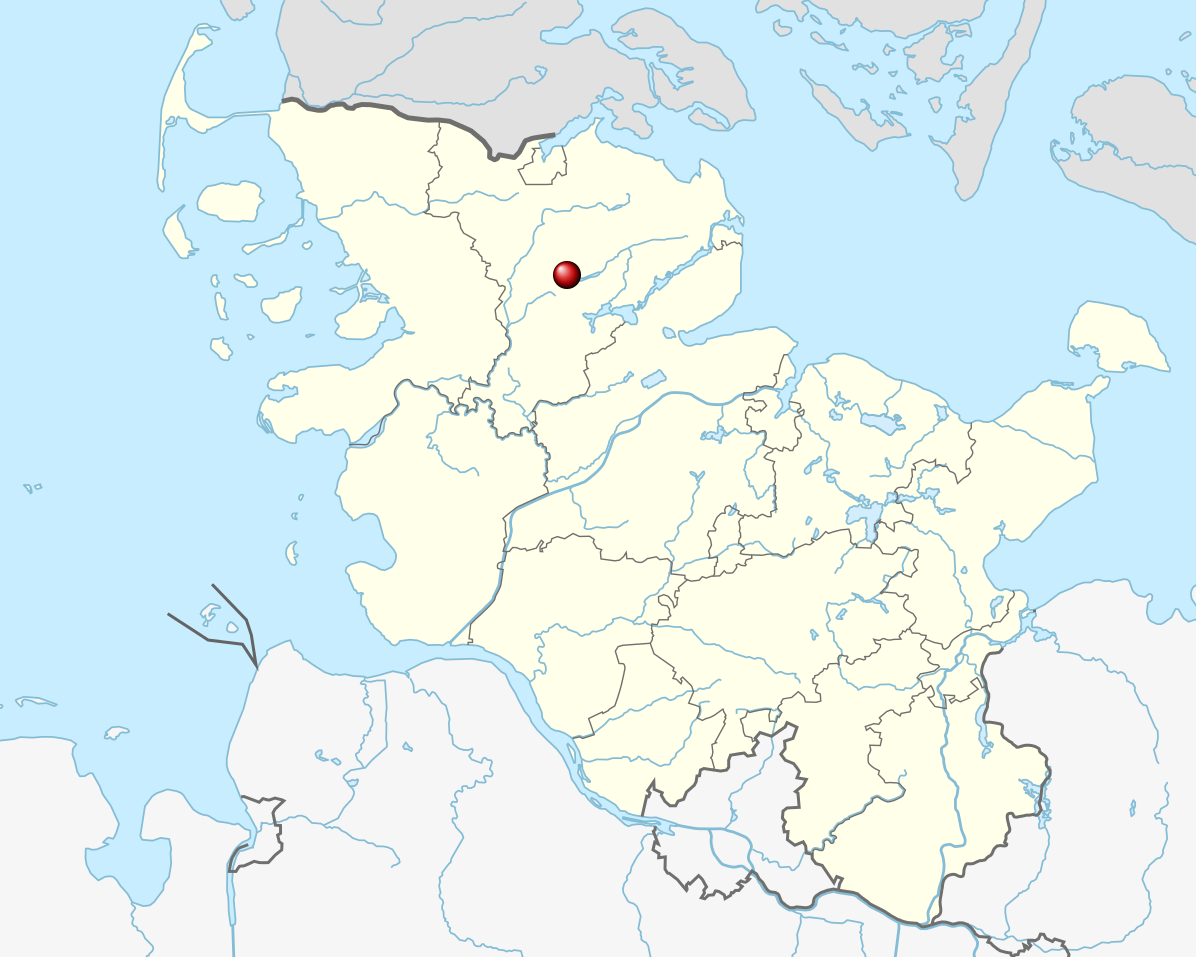
Lage von Idstedt in Schleswig-Holstein.
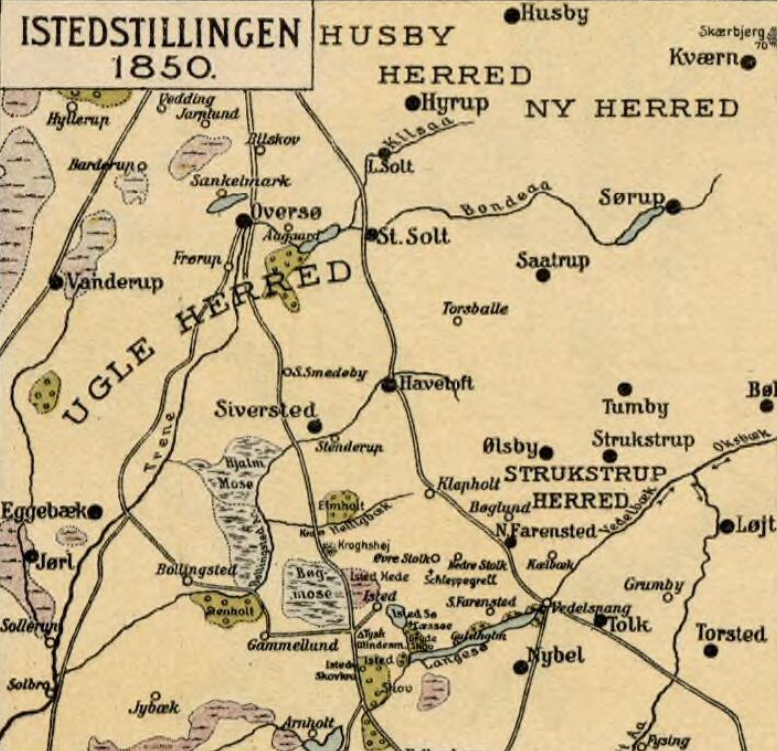
Die Gegend um Idstedt 1850 – das Schlachtgeschehen ereignete sich hauptsächlich im Süden der Karte.
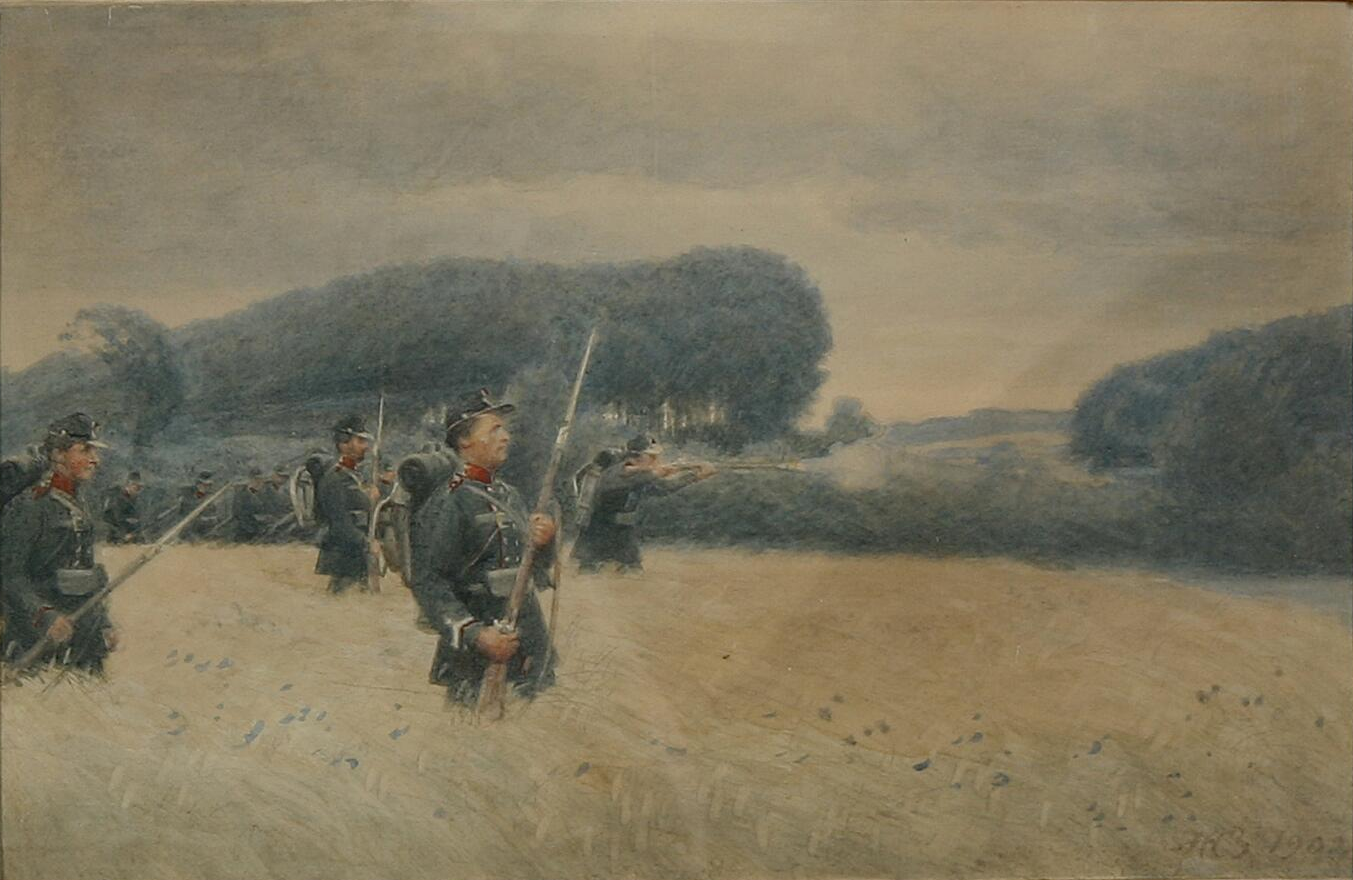
Szene aus der Schlacht bei Idstedt, Studie von Hans Brasen.
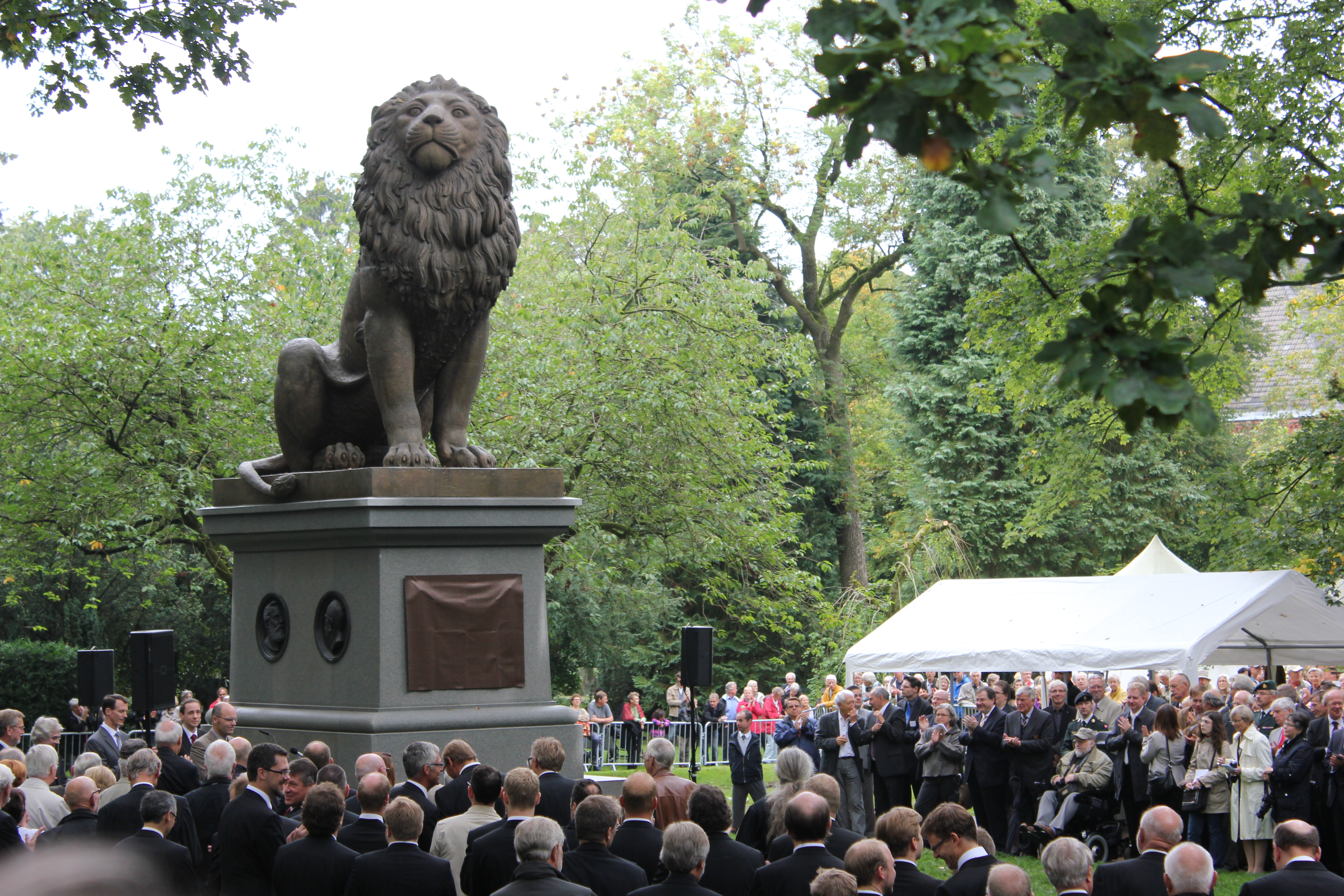
Wiederaufstellung des Idstedter Löwen in Flensburg (2011).